# قواعد اللعبة (فلم)
قواعد اللعبة فيلم فرنسي صدر عام 1939 للمخرج جان رينوار. يصور الفيلم الطبقة العليا في المجتمع الفرنسي وحياتهم الباذخة في نهاية الثلاثينات قبل نشوب الحرب العالمية الثانية. تم تصنيف الفيلم عام 2012 في المركز الرابع في استفتاء مجلة البصر والصوت البريطانية لأفضل عشرة أفلام في تاريخ السينما.

## روابط خارجية
- مقالات تستعمل روابط فنية بلا صلة مع ويكي بيانات